# World Trade Center 7
El World Trade Center 7, o WTC 7, és un edifici de Nova York situat al complex del World Trade Center, al Lower Manhattan. El nom 7 World Trade Center es refereix a dos edificis: l'estructura original, completada el 1987 i destruïda l'11 de setembre del 2001, i l'estructura actual, inaugurada el 2006. Els dos edificis els va construir Larry Silverstein, llogater del solar, que és propietat de l'Autoritat Portuària de Nova York i Nova Jersey.
El WTC 7 original, de planta trapezoidal i amb la façana de granit vermella, tenia una altura de quaranta-set pisos. Un pas elevat de vianants connectava l'edifici amb la plaça del World Trade Center. El WTC 7 es va construir sobre una subestació d'energia de la Consolidated Edison (Con Ed), cosa que va implicar un seguit de restriccions inusuals en el disseny de la seva estructura. Quan finalment es va inaugurar, el 1987, Silverstein va tenir dificultats per atreure-hi llogaters. El 1998 Salomon Brothers va firmar un lloguer a llarg termini, i es va convertir en el principal arrendatari de l'edifici. L'11 de setembre de 2001, l'edifici va quedar danyat per l'esfondrament de les Torres Bessones, i la seva integritat estructural va quedar compromesa pel seguit d'incendis que s'hi van declarar aquella mateixa tarda. El WTC 7 original es va desplomar a les 17.20 de l'11 de setembre a causa de l'efecte combinat de tots dos factors.
La construcció del nou WTC 7 va començar l'any 2002 i es va acabar el 2006. Té cinquanta-dues plantes d'altura i continua estant sobre la subestació elèctrica de Con Ed, tot i que ara ocupa menys superfície que l'edifici original per no interrompre el pas de Greenwich Street, que va de TriBeCa («Triangle Below Canal Street») fins a Battery Park travessant la zona del World Trade Center; en l'espai que antigament ocupava el WTC 7 avui també hi ha un petit parc. El nou edifici està limitat pels carrers de Greenwich, Vesey, Washington i Barclay. El disseny actual del WTC 7 posa més èmfasi en la seguretat, amb un nucli de formigó armat, escales més amples i uns suports d'acer més resistents al foc.

## Construcció original (1983-2001)
El WTC 7 original era un edifici de 47 plantes, dissenyat per Emery Roth & Sons amb una façana de granit vermella. El gratacel tenia 186 m d'altura, amb una planta trapezoïdal de 101 m de llarg i 43 m d'ample. La companyia Tishman Realty & Construction es va encarregar de la construcció, que es va iniciar el 1983. La torre es va inaugurar el març de 1987, convertint-se en el setè edifici del complex World Trade Center.
El WTC 7 es va aixecar sobre una estació elèctrica subterrània de la companyia Con Edison, que havia estat construïda el 1967. La subestació tenia una fonamentació semiprofunda mitjançant pous, que va ser dissenyada per suportar el pes d'un futur edifici de 25 plantes i 55.700 m² de construcció. En ser l'edifici del WTC 7 més gran va caldre cobrir una zona més àmplia que la planejada originalment en construir la subestació. i el seu disseny estructural va respondre a aquestes característiques. La fonamentació existent, posada el 1967, va ser utilitzada junt amb una altra de nova. En les plantes 5a a 7a, es va construir un sistema reductor de transferència de càrrega, amb un entramat de suports i bigues que transferia les càrregues a la base petita i proporcionava estabilitat i la distribució lateral de les càrregues entre la fonamentació nova i vella. A partir de la 7a planta, l'estructura del nou edifici era una típica estructura reticular, amb suports en el centre i en el perímetre, i sent les càrregues laterals resistides per moments als marcs perimetrals.

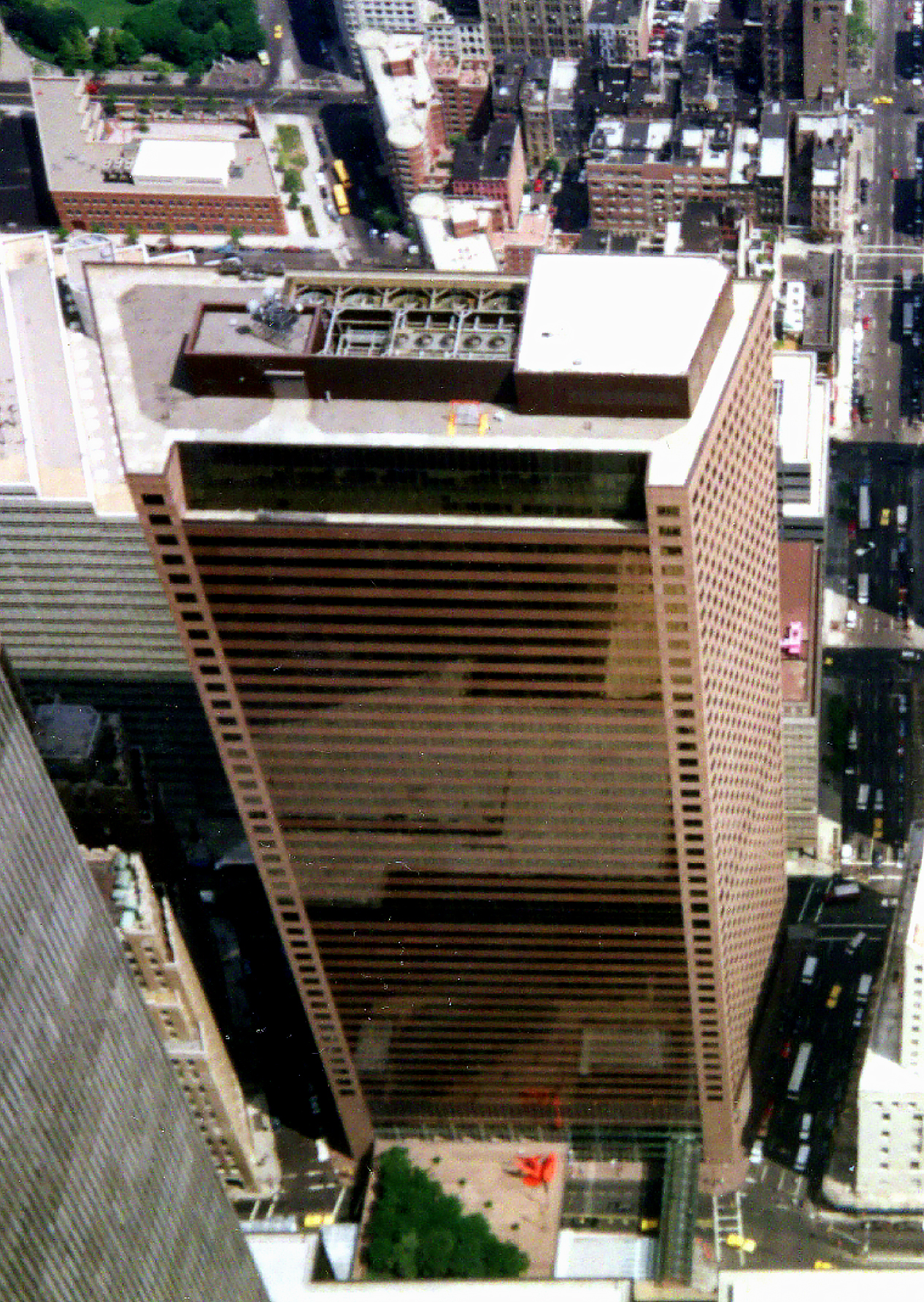
Vista del WTC 7 original des de la plataforma d'observació del WTC (14 d'agost de 1992)

Gelosia estructural de transferència de càrrega, usada entre les plantes 5a i 7a per redistribuir la càrrega als fonaments.

Una rampa d'entrada/sortida, que va servir per al complex World Trade Center, va ocupar un quart de l'est de la zona del WTC 7, el qual era obert sota de la tercera planta, proporcionant espai per a la sortida de camions a la rampa de sortida. El revestiment de protecció contra el foc de l'estructura d'acer era a base d'un guix Monokote, que tenia una resistència al foc de 2 hores per a les bigues i de 3 hores per als suports.
Les instal·lacions de l'edifici van ser disposades en les plantes 4a a 7a, inclosos 12 transformadors en la 5a planta, diversos generadors i uns dipòsits de combustible de 91.000 litres de gasoil —utilitzats per l'Oficina d'Administració d'Emergència, Salomon Smith Barney i d'altres— Diversos components per a la distribució del gasoil es van disposar en les plantes baixes, fins a la novena.
Com a mesura de seguretat després de l'atemptat amb explosius del 26 de febrer de 1993 del World Trade Center, l'alcalde Rudy Giuliani va decidir ubicar el Centre d'Ordre d'Emergència i els seus tancs de combustible en el WTC 7. I això possiblement també va contribuir a incrementar el risc de l'edifici en l'atemptat de l'11 de setembre de 2001.
Cada planta tenia 4.366 m² d'espai lliure per a oficines en renda, una planta més gran que la de la majoria dels gratacels de la ciutat. En total, el WTC 7 tenia 174.000 m² d'espai d'oficina. A més, la coberta de la torre incloïa un petit àtic a l'oest i un altre cos d'instal·lacions major situat en la part est.
Dos ponts connectaven el complex principal del World Trade Center amb el tercer pis del WTC 7, sobre el carrer Vesey (Vesey Street).
Al vestíbul de l'edifici hi havia tres murals de l'artista novaiorquès Al Held: The Third Circle, Pa North XII i Vorces VII. Una escultura d'Alexander Calder, anomenada WTC Stabile (també coneguda per altres noms com The Cockeyed Propeller i Tres Ales), presidia la petita plaça davant l'edifici.

### Arrendataris

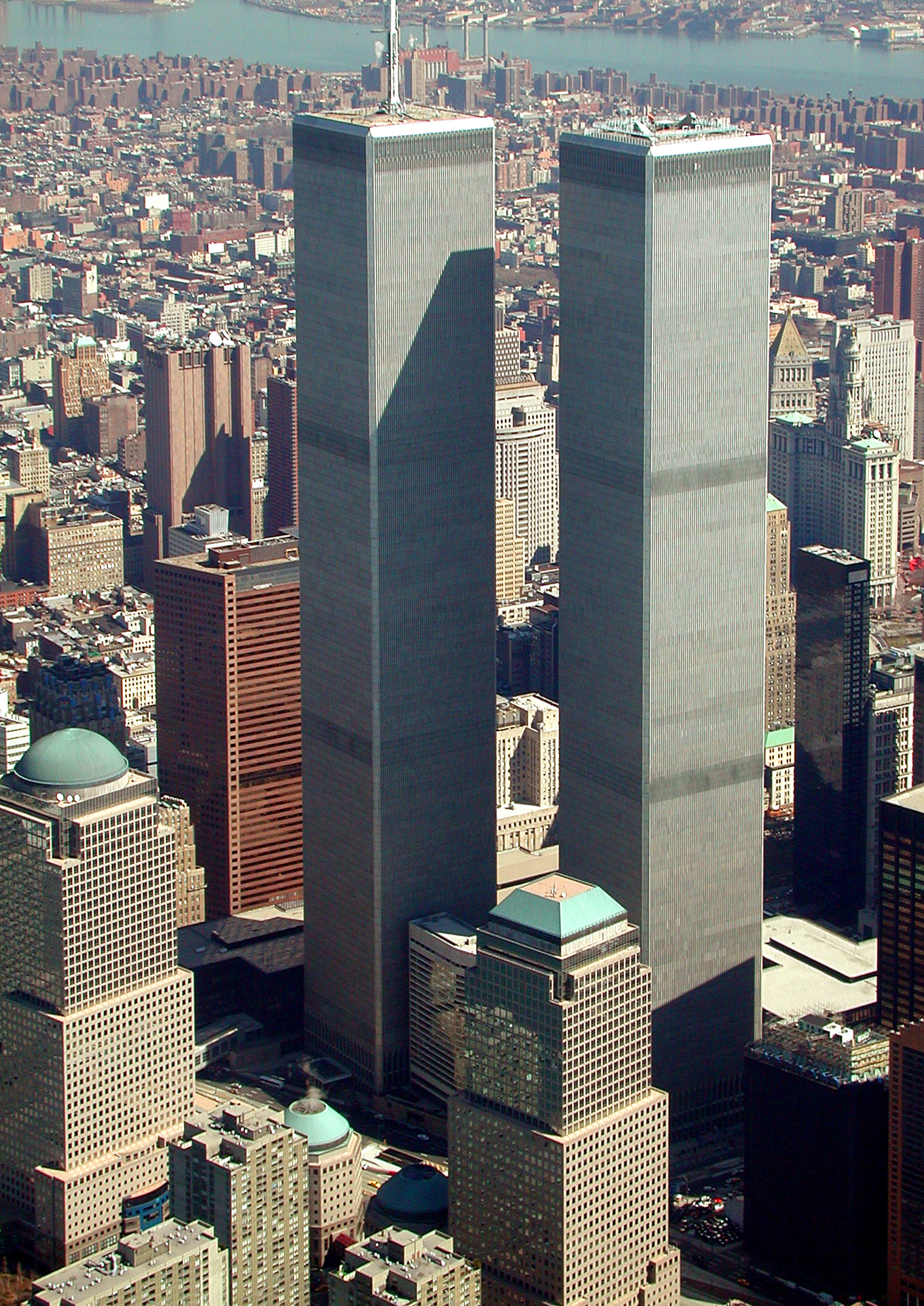
El WTC 7, darrere, a l'esquerra de les Torres Bessones (març de 2001).

El juny de 1986, abans de finalitzar la construcció, Silverstein va firmar un contracte d'arrendament de l'edifici complet amb Drexel Burnham Lambert, per un termini de 30 anys i una quantitat de 3.000 milions de dòlars. Al desembre de 1986, després de l'escàndol comercial d'Ivan Boesky, Drexel Burnham Lambert va cancel·lar el lloguer deixant que Silverstein trobés altres arrendataris. Spicer & Oppenheim va acceptar llogar el 14% de l'espai, però només per períodes d'un any. El Dilluns Negre (19 d'octubre de 1987) i altres factors adversos van afectar el mercat immobiliari del Baix Manhattan i Silverstein no va poder trobar arrendataris per a l'espai restant. L'abril de 1998, Silverstein havia baixat el lloguer i fet altres conccessions.
El novembre de 1988, Salomon Brothers va renunciar als seus plans de construir un nou complex més gran en el centre de Manhattan, a Columbus Circle i, al seu lloc, va subscriure el lloguer, durant 20 anys, de les primeres 19 plantes del WTC 7. L'edifici va ser renovat en 1989 per a satisfer les necessitats de Salomon Brothers. Tres plantes de l'edifici van haver de ser suprimides i els seus llogaters reallotjats en altres plantes. Es van habilitar tres plantes comercials de doble alçària i es van necessitar per a això més de 350 tones d'acer. En la cinquena planta es van instal·lar nou generadors dièsel com a part d'una central elèctrica de suport. «Essencialment, Salomon està construint un edifici dins d'un altre -i és un edifici ocupat, el que complica la situació», va declarar un representant de Silverstein Properties. El treball, poc habitual, va ser possible perquè l'edifici havia estat dissenyat, segons va dir Larry Silverstein, per permetre que «parts senceres de plantes siguin retirades sense afectar la integritat estructural de l'edifici, suposant que algú pogués necessitar plantes de doble altura».
L'11 de setembre de 2001 Salomon Smith Barney era el llogater més important del WTC 7, ja que ocupava 111.750 m² (el 64% de l'edifici), incloses les plantes 28a a 45a. Altres grans arrendataris eren ITT Hartford (11.400 m²), el Banc internacional American Express (9.900 m²), Estàndard Chartered Bank (10.350 m²), la «Securities and Exchange Commission» (9.850 m²), el Concili Regional Internal Revenue Service (8.400 m²) i el Servei Secret dels Estats Units (7.900 m²). Els arrendataris més petits eren la «New York City Office of Emergency Management», NAIC Securities, Federal Home Loan Bank, First State Management Group Inc., Provident Financial Management i el «United States Immigration and Naturalization Service». El Departament de Defensa dels Estats Units (DOD) i la CIA compartien la planta 25a amb l'IRS. Les plantes 46a i 47a eren plantes tècniques d'instal·lacions, com ho eren també les primeres sis plantes i part de la 7a.

### Enderrocament

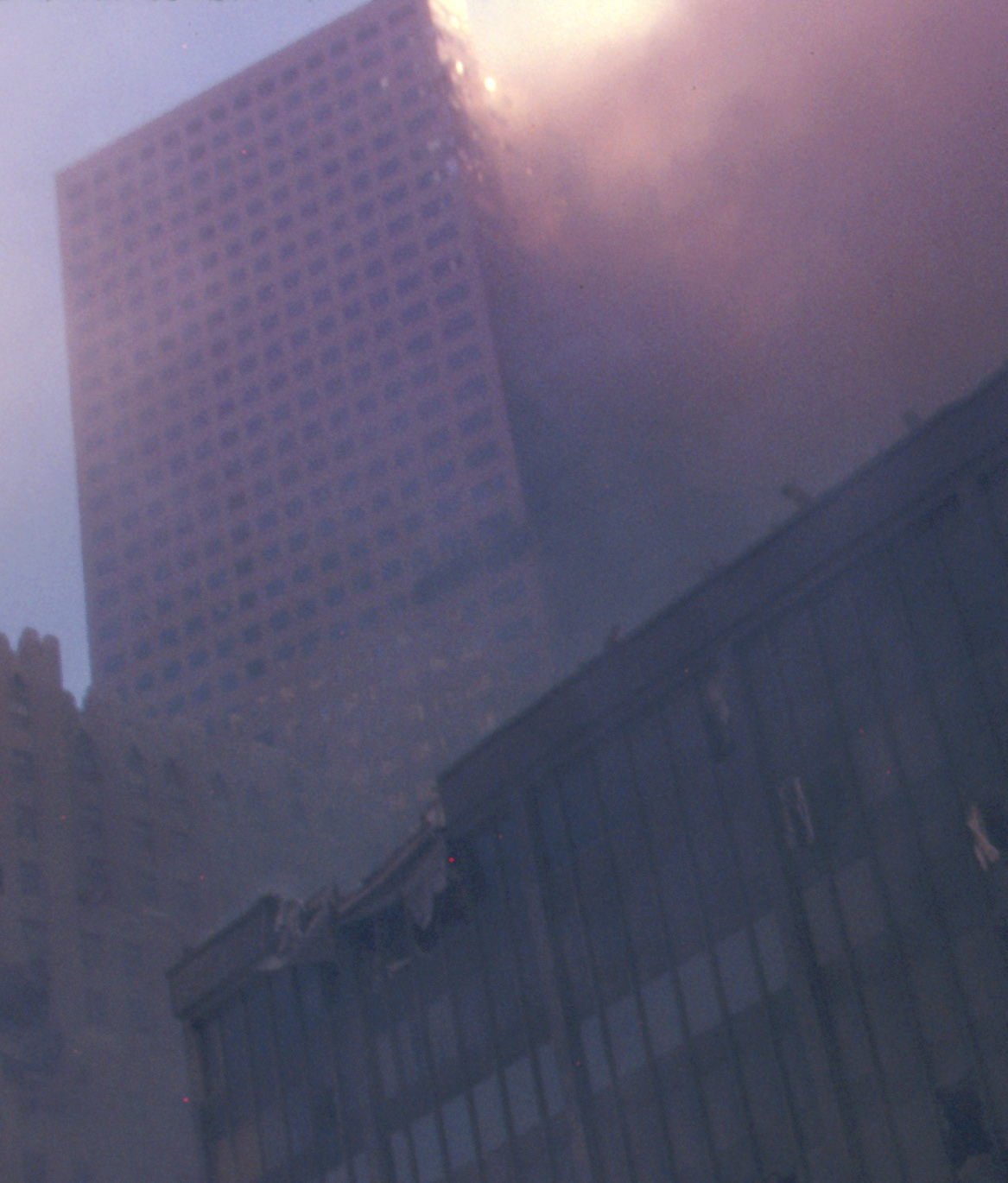
El WTC 7 en flames, després que les Torres Bessones s'esfondressin l'11 de setembre.

Quan l'11 de setembre de 2001 la Torre Nord es va esfondrar, les runes van colpejar al WTC 7, causant forts danys en la part sud. La part inferior d'aquesta zona sud de l'edifici va ser fortament afectada: danys a la cantonada sud-est, des de la 8a a la 18a planta; una gran esquerda vertical en la part central inferior que s'estenia almenys deu plantes; i altres danys en plantes ja molt altes, com la 18a. El WTC 7 estava equipat amb un sistema de ruixadors antiincendis, però el sistema tenia molts punts vulnerables, entre ells requerir l'activació manual de les bombes elèctriques contra el foc, per la qual cosa no era un sistema completament automàtic. Els controls dels ruixadors en cada planta tenien amb prou feines una sola connexió per activar les bombes i el sistema requeria més potència que el que proporcionaven les bombes per impulsar l'aigua. Una pèrdua d'energia a les bombes i els danys en l'estructura van suposar el no funcionament dels ruixadors, a més que la pressió de l'aigua era baixa i insuficient per a alimentar-los.
Després de l'ensorrament de la Torre Nord, alguns bombers van entrar al WTC 7 per revisar l'edifici. Van procurar extingir qualsevol resta de foc, però la baixa pressió de l'aigua va entorpir els seus esforços. Un gran foc va cremar durant la tarda en les plantes 11a i 12a i les flames van ser visibles des de la zona est de l'edifici. Durant la tarda, van ser vistes flames en les plantes 6a a 10a, 19a a 22a i 29a i 30a. Aproximadament a les 2:00 pm, els bombers van advertir una protuberància a la cantonada sud-oest del WTC 7, entre les plantes 10a a 13a, el que era un senyal que l'edifici era inestable i podia esfondrar-se. Aquella mateixa tarda els bombers també van escoltar cruixits que venien de l'edifici. Prop de les 15.30 h i com que el WTC 7 possiblement s'ensorraria, Daniel Nigro, cap del FDNY, va decidir suspendre les operacions de rescat, la retirada de restes i la recerca entre les runes en les proximitats de l'edifici, evacuant l'àrea per garantir la seguretat del personal. A les 5:20 pm, el WTC 7 es va ensorrar, però ja havia estat evacuat, per la qual cosa no hi va haver cap mort.
El maig de 2002 l'Agència Federal Administradora d'Emergències» (FEMA) va publicar un informe sobre l'ensorrament, basant-se en una investigació preliminar duta a terme conjuntament amb l'«Institut General d'Enginyeria» («Structural Engineering Institute») de la Societat Americana d'Enginyers Civils» («American Society of Civil Engineers»), sota la direcció de W. Gene Corley, P.E. La FEMA va elaborar unes conclusions preliminars indicant que la caiguda no va ser causada únicament pels danys que van ocasionar l'ensorrament de les Torres Bessones, sinó també pel foc iniciat en diferents llocs per la caiguda de runes de les Torres Bessones, i que continuaven cremant a causa de la falta d'aigua als ruixadors i de mesures contrafoc manuals. Els elements estructurals van estar exposats a altes temperatures durant un temps suficient per veure reduïda la seva capacitat de càrrega fins al punt de provocar l'ensorrament. L'informe no va elaborar conclusions finals sobre la causa de la caiguda, però si va assenyalar diversos punts que requerien una investigació més detallada. La FEMA va concloure:
| «                 | La pèrdua de la integritat estructural va ser probablement resultat de la debilitat causada pel foc en les plantes 5a a 7a. Les especificacions en els incendis del WTC 7 i com ells van causar que l'edifici s'ensorrés romanen desconeguts en aquest moment. Encara que el gasoil total als locals continguessin energia potencial massiva, la millor hipòtesi en tenia només una poca probabilitat que ocorregués. Una investigació més detallada i analisis són necessaris per resoldre aquest assumpte. | » |
| — [Ch. 5, P. 31.] | |   |

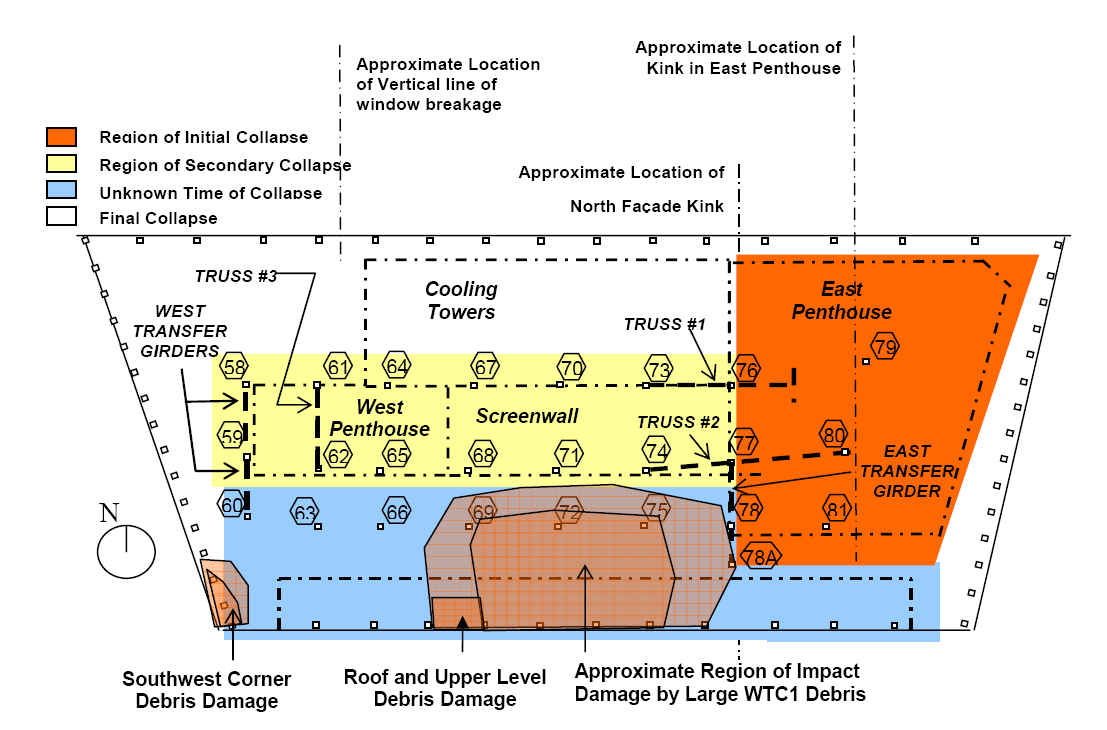
Planta on es veu el progrés de la caiguda, amb els errors estructurals iniciant-se en les plantes baixes, en el costat est de l'edifici, i la seva progressió vertical fins a la planta d'instal·lacions de l'àtic del costat est.

Com a resposta a la preocupació de la FEMA, es va encomanar al Departament de Comerç de l'«Institut Nacional d'Estàndards i Tecnologia» («National Institute of Standards and Technology» o NIST) dirigir una investigació sobre l'error estructural i la caiguda de les Torres Bessones i el WTC 7. La investigació, dirigida pel doctor S. Shyam Sunder, va durar 3 anys i va tenir un cost de 16 milions de dòlars. No va ser una investigació pericial interna sinó que va comptar amb l'assessorament de diverses institucions privades externes, com l'«Institut d'Enginyeria Estructural de la Societat Americana d'Enginyers Civils» (SEI/ASCE, la «Societat d'Enginyers de Protecció del Foc» (SPFE), l'«Associació Nacional de Protecció del Foc» (NFPA), l'«Institut Nord-americà de Construccions d'Acer» (AISC), l'«Ajuntament en Edificis Alts i Hàbitat Urbà» (CTBUH) i l'«Associació d'Enginyers Estructurals de Nova York» (SEAoNY).
Algunes fotos i vídeos existents mostren els danys ocasionats en la part sud del WTC 7 l'11 de setembre. Per exemple, des d'un helicòpter, el Canal ABC News va obtenir imatges de la façana sud del WTC 7 que mostren una esquerda profunda, que s'estén aproximadament unes 10 plantes. El NIST va treure un vídeo i una seqüència de fotos del WTC 7 abans de la seva caiguda que semblaven indicar l'existència de danys estructurals més gran que els originalment suposats pel FEMA, i que estaven directament ocasionats per la caiguda de runes. Expressament, l'informe provisional del NIST sobre el WTC 7 presentava fotografies de la façana sud-oest de l'edifici que mostraven danys significatius. L'informe destaca una esquerda de 10 plantes en el centre de la façana sud, que s'estén cap a l'interior aproximadament un quart de la seva amplada. Un aspecte únic del disseny del WTC 7, era que cada columna estructural exterior, era responsable de suportar 186 m² de superfície de la planta, suggerint que l'eliminació simultània d'un nombre de columnes va comprometre severament la integritat de l'estructura. Coherent amb aquesta teoria, els nous materials mostraven esquerdes i una inclinació de la façana est de l'edifici immediatament després de la caiguda, que va començar en les plantes dels àtics. En el vídeo de la caiguda, pres des del costat nord per la CBS News i altres mitjans de comunicació, el primer signe visible de la caiguda és el moviment a l'àtic 8.2, segons abans que la façana nord comencés a ensorrar-se, i que va durar almenys uns altres 7 segons.

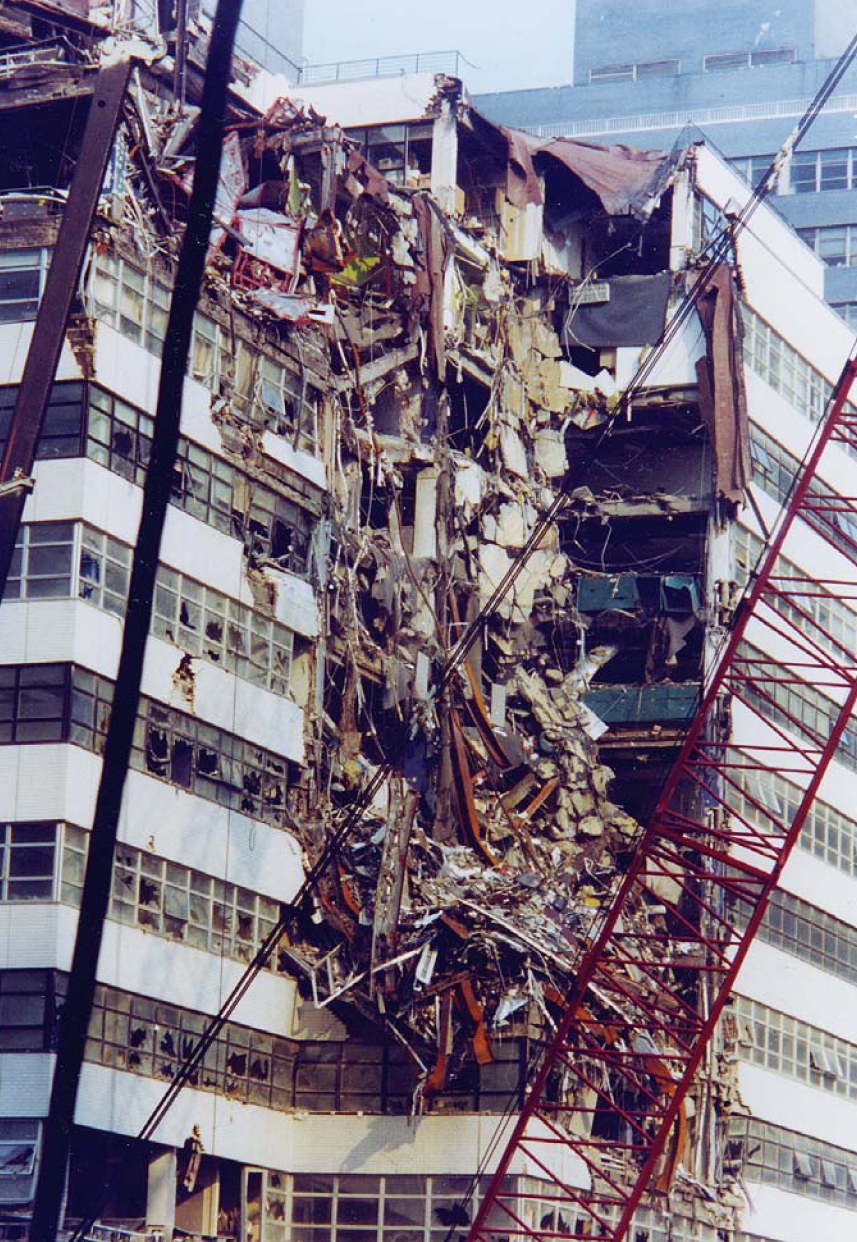
El BMCC Fiterman Hall va ser seriosament danyat per l'esfondrament del WTC 7 (en reconstrucció).

El juny de 2004 es va publicar un informe sobre l'avenç de la investigació, resumint la hipòtesi en la qual el NIST treballava. La hipòtesi, reiterada el juny de 2007 en una actualització de l'informe, era un error inicial en un suport crític situat sota la 13a planta, causat pel foc o les runes de les Torres Bessones. La caiguda va progressar verticalment fins a la planta d'instal·lacions de l'àtic est. L'estructura interior va ser incapaç de suportar la redistribució de la càrrega, provocant la progressió horitzontal de l'error a les plantes baixes, especialment de la 5a a la 7a. Això va tenir com a resultat «una caiguda desproporcionada de l'estructura sencera».
El NIST va anticipar la publicació d'un esborrany de la investigació del WTC 7 en el 2008. El NIST va utilitzar ANSYS per modelar els esdeveniments que van portar a l'inici de la caiguda i models Ls-DYNA per a simular la reacció global per als esdeveniments iniciats. La investigació del WTC 7 s'ha demorat per nombroses raons, una d'elles va ser que part del personal del NIST que havia estat treballant en la investigació del WTC 7 va ser reassignada a temps complet, de juny de 2004 a setembre de 2005, per treballar en la investigació de la caiguda de les Torres Bessones. En juny de 2007 el NIST va explicar: «Avancem tan ràpidament com és possible, mentre estem provant i avaluant rigorosament una gran varietat d'escenaris per assolir la conclusió més definitiva possible. La investigació del WTC 7 és, en alguns aspectes un desafiament, si no major, com el de les torres. Tanmateix, l'estudi actual es beneficia molt dels avenços tecnològics significatius aconseguits i de les lliçons apreses del nostre treball en les torres».
Alguns partidaris de teories conspiratives creuen que les caigudes de l'11 de setembre, inclòs el del WTC 7, van ser el resultat d'unes demolicions controlades. El NIST «no ha trobat evidència d'una explosió ni esdeveniments d'una demolició controlada». Al seu informe final del WTC 7 volien «determinar la magnitud dels diferents escenaris de la hipotètica explosió que podrien haver portat al fracàs estructural d'un o més elements crítics».
Quan el WTC 7 es va ensorrar les seves runes van causar uns danys substancials i la ruïna de l'edifici «Borough of Manhattan Community College's Fiterman Hall», situat en el número 30 Oest de Broadway (30 West Broadway). L'edifici va ser reconstruït l'agost de 2007. Un altre edifici adjacent, el Verizon Building, una torre d'estil art déco construïda el 1926, va sofrir grans danys a la seva façana est per la caiguda del WTC 7, encara que va poder ser restaurada amb un cost de les obres de 1.400 milions de dòlars.

## Reconstrucció del World Trade Center 7

### Disseny

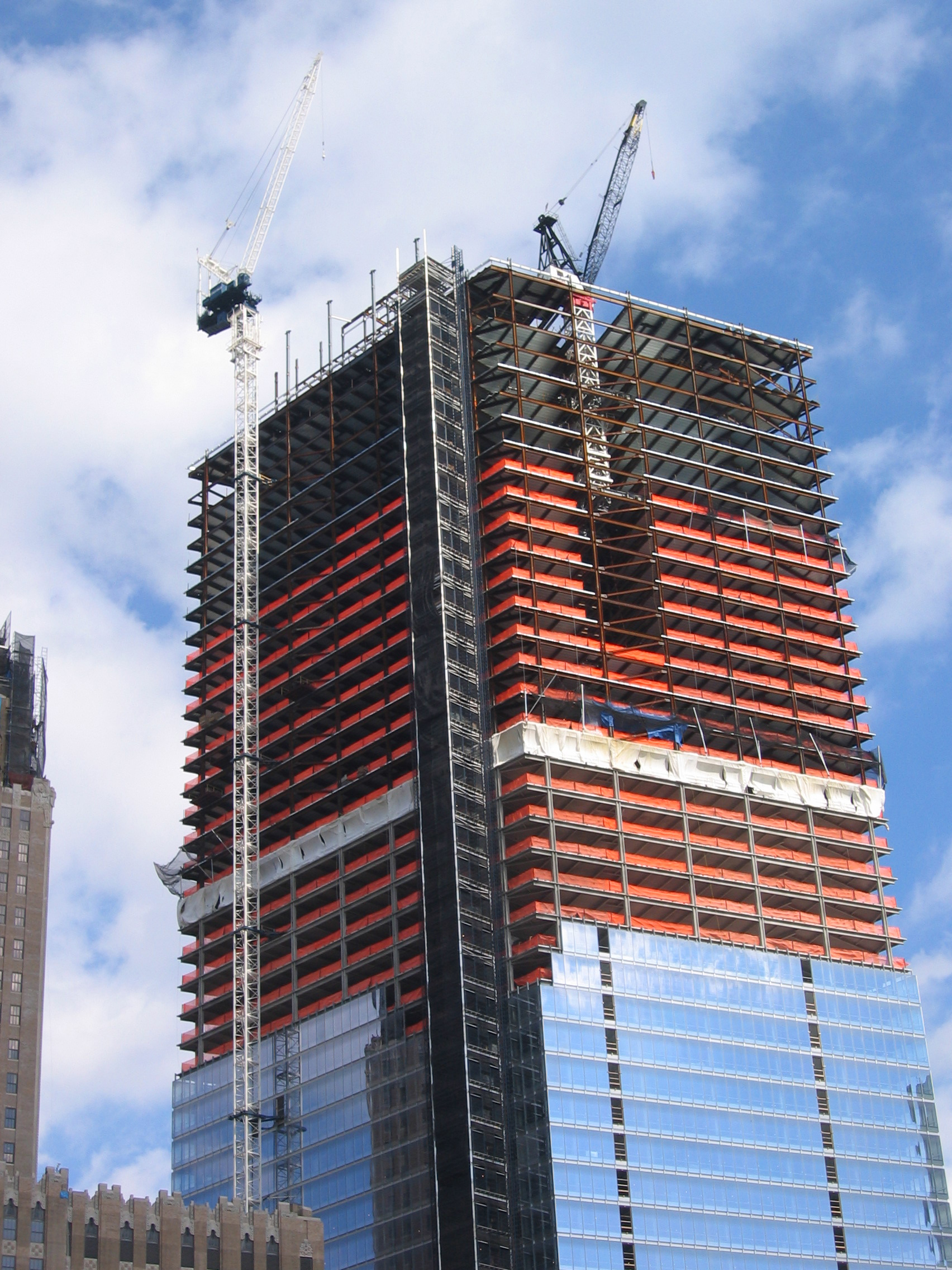
El WTC 7 en construcció (octubre de 2004).

El nou WTC 7 té 49 plantes i una altura de 226 m. L'edifici disposea de 42 plantes d'espai per rendir, començant en l'11a planta, i amb un total de 158.000 m² per a oficines. Les primeres deu plantes continuen allotjant la subestació elèctrica que subministra energia a gran part del Baix Manhattan. A causa que la torre d'oficines té una zona més estreta en el nivell del terra que la seva predecessora, el carrer Greenwich pot ser remodelat en un esforç per reunir TriBeCa (Triangle Below Canal Street.») i el Districte Financer.

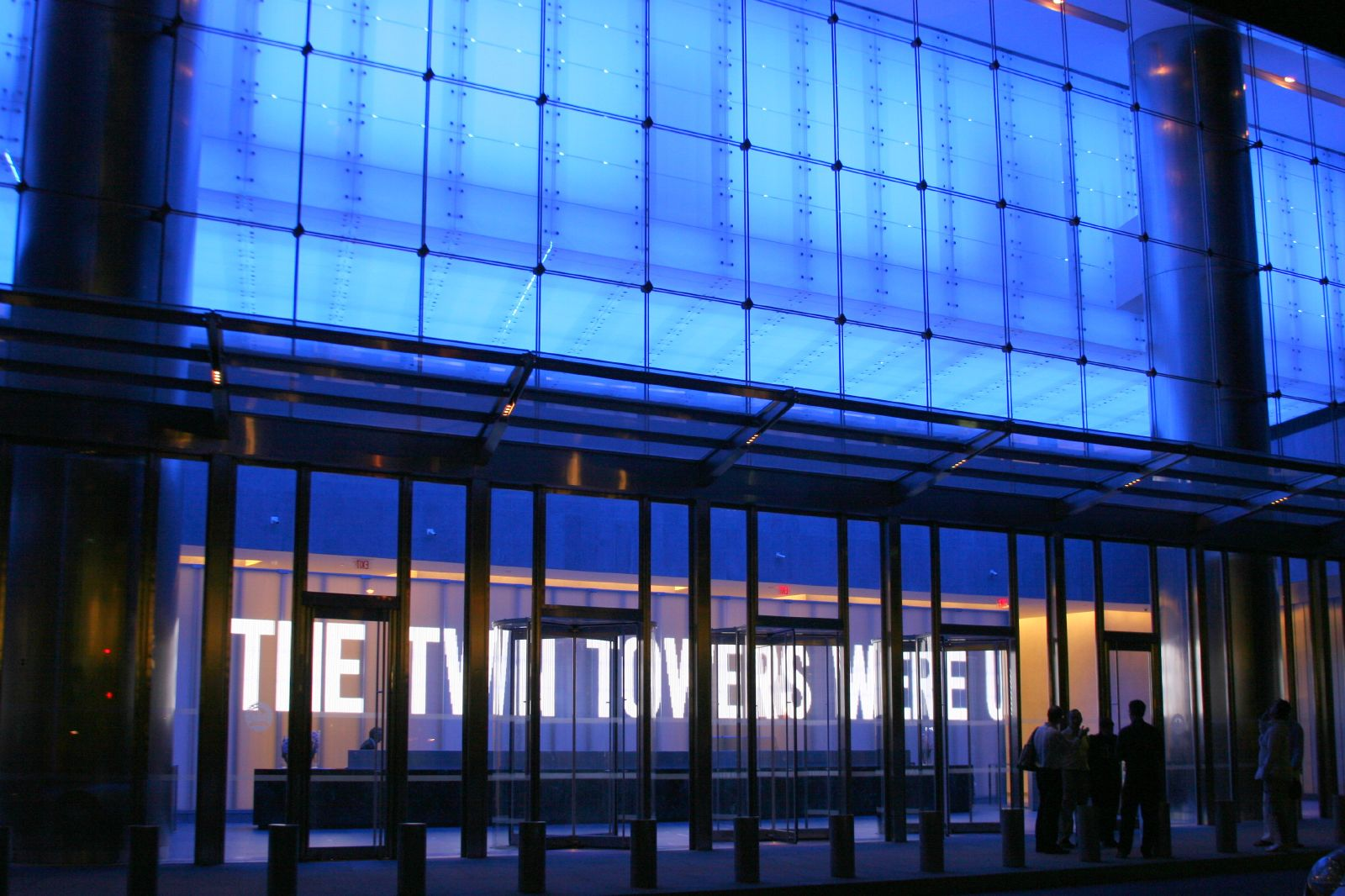
El nou WTC 7, amb els llums blaus al vestíbul. Al fons, es mostra el plafó on hi ha un text rotatòri.

L'arquitecte David Childs va treballar conjuntament amb l'artista del vidre James Carpenter per dissenyar la façana inferior de l'edifici, la part corresponent a la central elèctrica. El disseny contempla l'ús de pesants vidres laminats —reforçats per a la calor i que superen alts requeriments en explosions— ultra clars, de baix contingut en ferro, el que proporciona una gran reflexió i transmissió lluminosa. Hi ajuda la disposició darrere del vidre d'unes làmines d'acer inoxidable —de tipus 316, amb alt contingut en molibdè, altament resistent a la corrosió— que a més d'ajudar a reflectir la llum del sol proveeixen ventilació per a la maquinària interior. Durant el dia aquest «mur cortina» reflecteix la llum i en la nit s'il·lumina amb llums LED de color blau.
L'artista Jenny Holzer va crear una gran instal·lació artística al mur cortina del lobby, que durant el dia proporciona llum blanca al vestíbul i en la nit es converteix també en un gran galleda de llum blava. Tota la paret —de 20 m d'ample i 4 m d'altura— canvia de color segons l'hora del dia i en el capvespre va canviant lentament del violeta fins i tot tornar-se blau. Holzer crec també un dispositiu que projecta un text lluminós resplendent sobre uns amples plafons de plàstic. Holzer va treballar amb l'esposa de Silverstein, Klara Silverstein, per elegir el text projectat, seleccionant els poemes. El mur cortina està reforçat estructuralment com a mesura de seguretat.

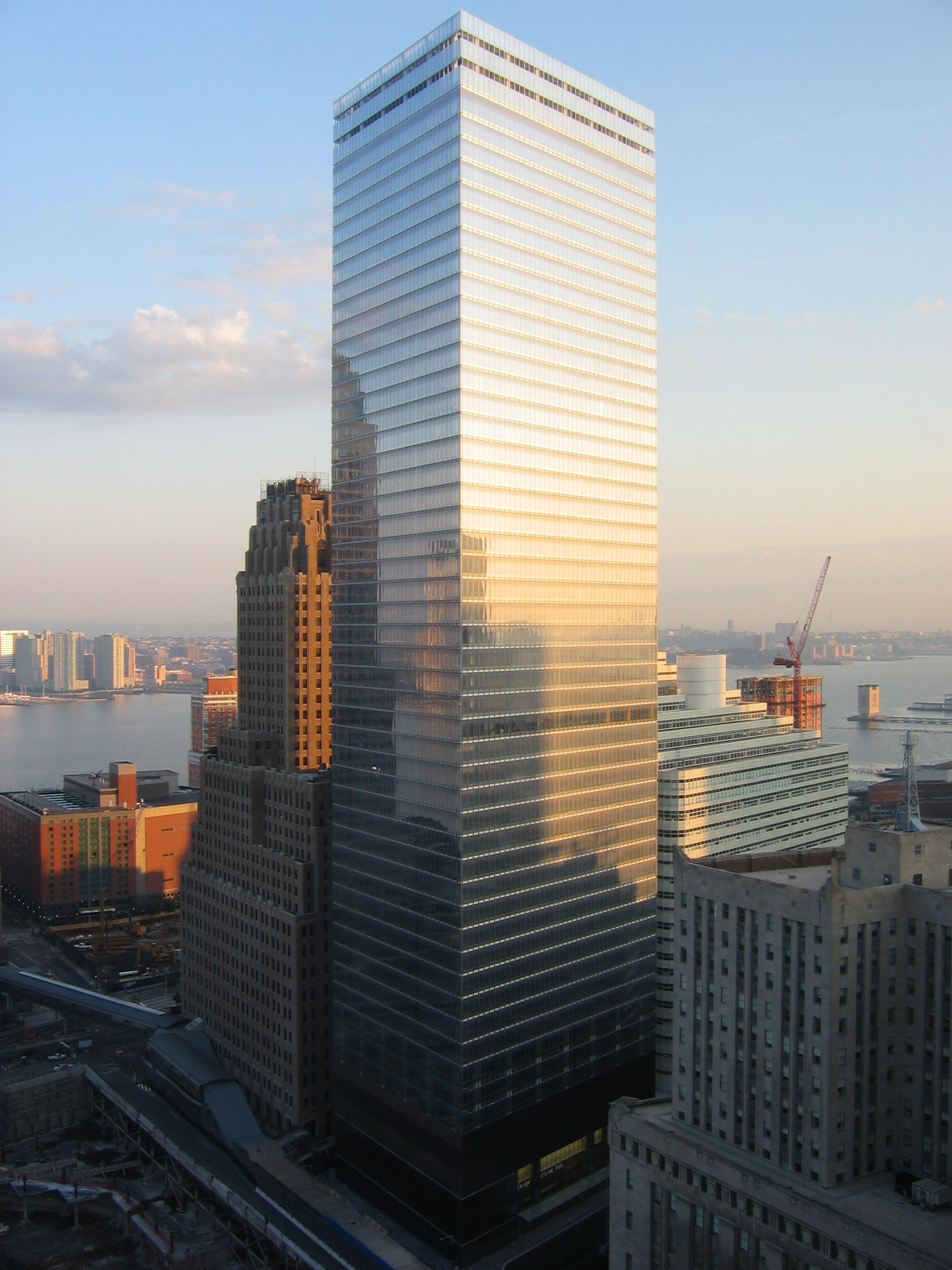
El WTC 7 al capvespre.

L'edifici està sent promogut com el gratacel més segur dels Estats Units. Segons Silverstein Properties, propietària del nou WTC 7, «incorporarà un augment de les condicions de seguretat que es convertirà en el prototip per a la construcció de nous gratacels». La torre compte amb un ascensor i escales a prova de foc, protegits per un tancament de 60 cm de formigó armat. La construcció original utilitzava sols làmines de guix per a protegir aquests elements. Les escales són més amples que en el WTC 7 original per permetre una ràpida evacuació. Els suports d'acer estan revestits amb una protecció contra el foc molt gruixuda, que consisteix en un producte basat en ciment portland de mitja densitat, que s'adhereix bé als suports, a més d'altres avantatges com un tipus alternatiu de ruixadors i l'ús d'altres materials resistents al foc.
El WTC 7 està equipat amb ascensors Otis. Després de prémer el número de la planta de destinació en un teclat del vestíbul, els passatgers són agrupats i dirigits a l'ascensor específic que es detindrà en la planta seleccionada (a causa que no hi ha encaixos als ascensors). Aquest sistema està dissenyat per reduir l'espera de l'ascensor i el temps de viatge. Així mateix, els ascensors estan integrats amb el sistema d'admissió del vestíbul i un lector de targetes que identifica la planta en la qual les persones treballen. Així, quan la persona entra, pot cridar automàticament a l'ascensor per dirigir-se a la planta indicada.
En conjunt amb Scott Chrisner de Chrisner Group, Tishman va donar suport a la nominació del LEED d'or («Leadership in Energy and Environmental Design») per al WTC 7 sota el Lideratge del Green Building Council's  en el programa Energy and Enviroment. La certificació denominaria al WTC 7 com la Primera Torre Verda d'Oficines de la ciutat de Nova York (7 World Trade Center New York City's First Green Office Tower). Prop del 30 % de l'acer estructural usat a l'edifici és acer reciclat. L'aigua de pluja és recollida i usada per al reg del parc i per refredar la torre. Entre altres característiques de disseny sostenible, destaca el que l'edifici està concebut per permetre l'entrada de llum natural en abundància; el que el consum elèctric es factura individualment als llogaters per encoratjar-los a estalviar energia; el vapor de la calefacció es reutilitza per a generar electricitat per a alguns sistemes de l'edifici i l'ús de materials reciclats per a l'aïllament i acabats interiors.

### Construcció

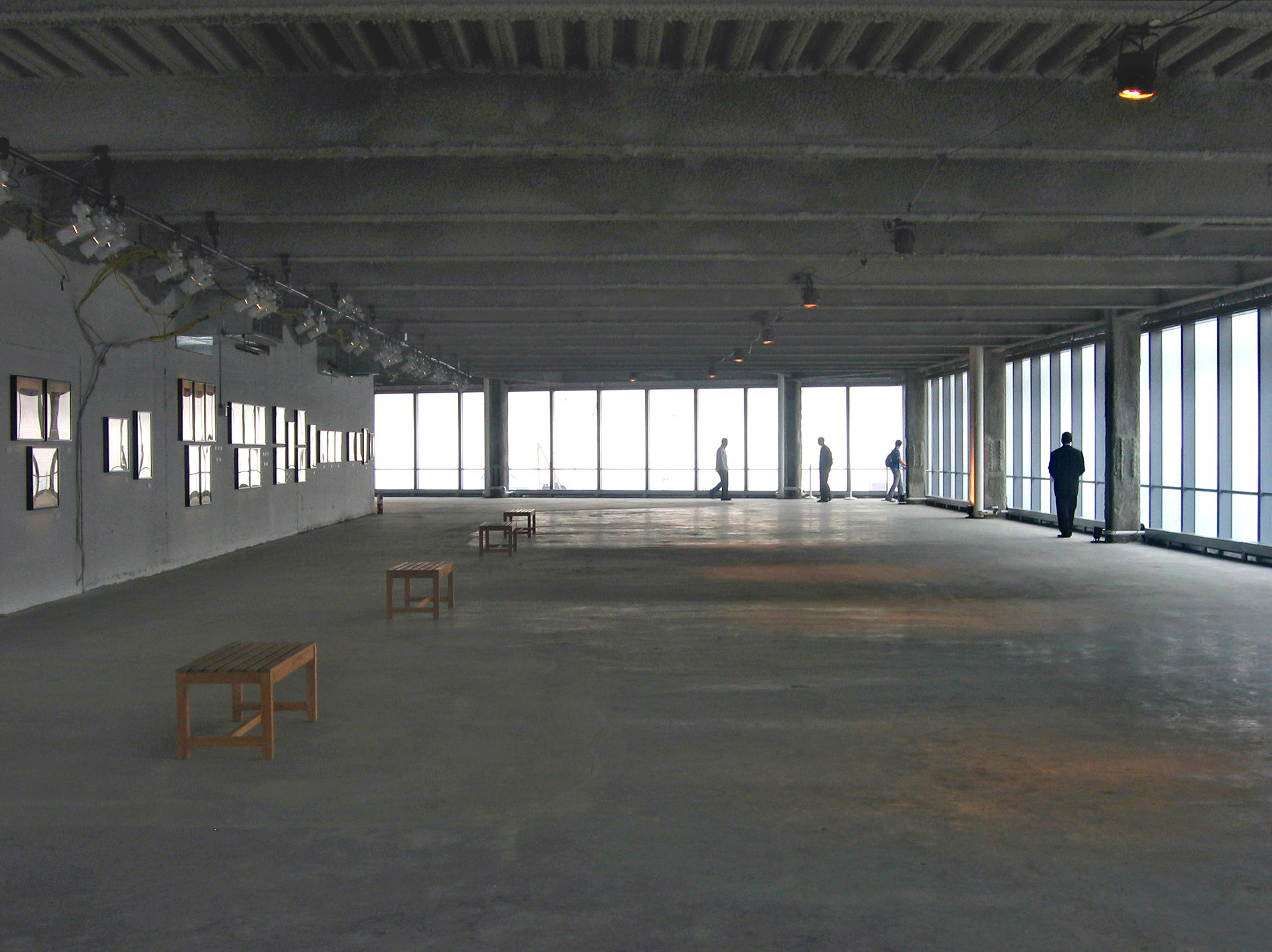
Vista de la planta 45 del WTC 7, abans de ser modificada i llogada per a les necessitats dels llogaters.

La Corporació Tishman Construction de Nova York, va començar a treballar en el nou WTC 7 al 2002, poc després que fossin remogudes les runes. La restauració de la subestació elèctrica Con Ed, era una prioritat urgent per suplir d'energia les demandes del Baix Manhattan. A causa que el WTC 7 estava separat del complex World Trade Center per 6,5 hectàrees, Larry Silverstein, requeria la sola aprovació de les autoritats portuàries, pel que la reconstrucció va poder avançar ràpidament. El WTC 7 no estava inclòs en el pla original del World Trade Center, fet per Daniel Libeskind, però va ser dissenyat per Skidmore, Owings & Merrill, sota la direcció de David Childs, que en gran manera va redissenyar l'edifici de la Freedom Tower.
Una vegada finalitzada la subestació d'energia l'octubre de 2003, els treballs de la torre d'oficines van avançar amb rapidesa. Un enfocament excepcional va ser utilitzat en construir el nou edifici, ja que va ser erigit el marc d'acer abans d'afegir el nucli central de formigó. Gràcies a això, la reconstrucció es va reduir a uns quants mesos. La construcció es va completar el 2006, amb un cost de 700 milions de dòlars. Tot i que Silverstein va rebre 861 milions de dòlars de l'assegurança de l'edifici, tenia un deute hipotecari de 400 milions de dòlars encara per saldar. El cost de la reconstrucció va ser cobert amb 475 milions de dòlars del Liberty Bonds, que va proporcionar un finançament lliure d'impostos per ajudar a estimular la reconstrucció del Baix Manhattan. Els diners sobrants de l'assegurança van servir després per cobrir altres despeses.
Es va crear un nou parc triangular de 1.400 m², entre la prolongació del carrer Greenwich i West Broadway, dissenyat per David Childs amb Ken Smith i el seu company Annie Weinmayr, de Ken Smith Landscape Architect. El parc consisteix en una plaça central, amb una font, flanquejat d'arbres liquidambar i arbusts buxus. Quan la temporada canvia, els colors al parc també canvien, proporcionant un complement natural de les torres adjacents. En el centre de la font, l'escultor Jeff Koons va crear Balloon Flower (Red), una obra amb un mirall encerat d'acer inoxidable que representa un globus torçat en forma de flor.

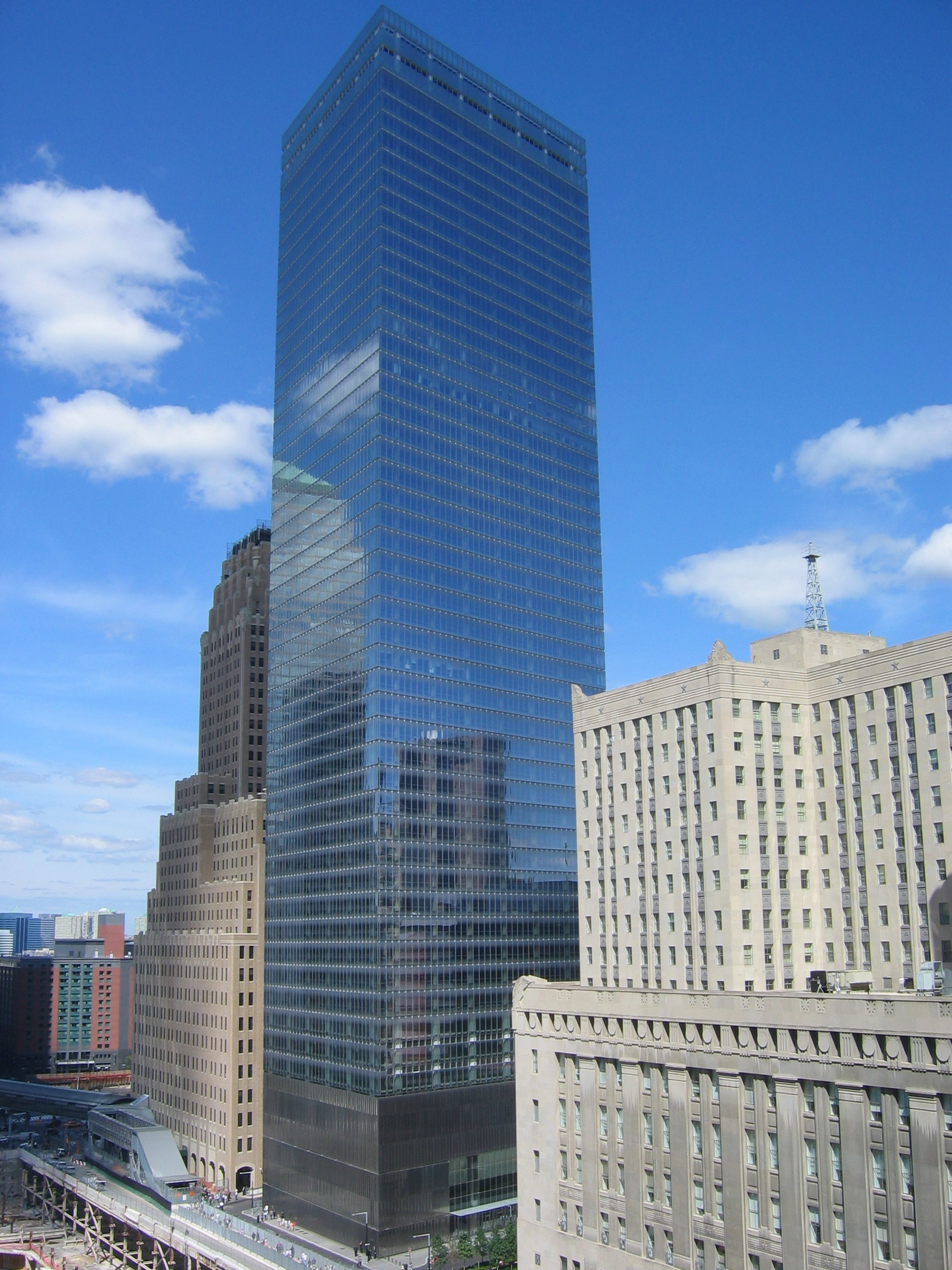
El WTC 7 el setembre de 2006, pocs mesos després de ser inaugurat.

### Inauguració de l'edifici
L'edifici va ser inaugurat oficialment la nit del 23 de maig de 2006, amb un concert gratuït en què van intervenir Suzanne Vega, Citizen Cope, Bill Ware Vibes, Brazilian Girls, Ollabelle, Pharaoh's Daughter, Ronan Tynan (d'Irish Tenors), i com a convidat especial, Lou Reed. Camusses de l'obertura, a març de 2006, el front del nou WTC 7 i el vestíbul van ser usats en el rodatge de la pel·lícula Perfect Stranger, protagonitzada per Halle Berry i Bruce Willis.

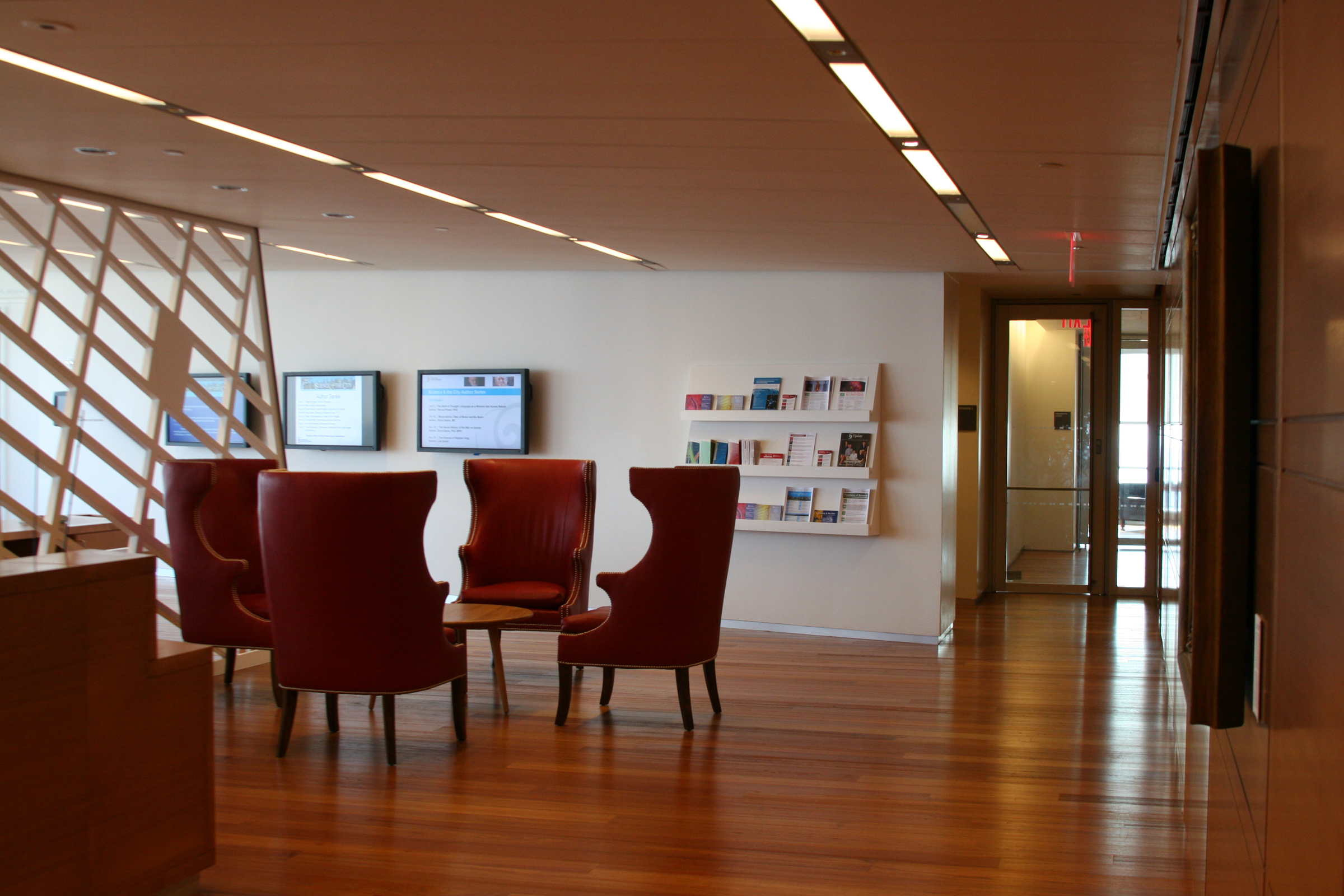
El vestíbul de l'Acadèmia de Ciències de Nova York en la planta 40.

Inaugurat l'edifici, diverses plantes altes encara sense llogar han estat usades per a diferents esdeveniments, com a dinars de caritat, xous de moda i gales formals. Silverstein Properties va permetre l'ús d'aquests espais per a aquests esdeveniments com a mitjà per atreure persones a veure l'edifici. Des del 8 de setembre fins al 7 d'octubre de 2006, es va poder veure el treball del fotògraf Jonathan Hyman, una exposició lliure anomenada An American Landscape («Un paisatge nord-americà»), afavorida per la «World Trade Center Memorial Foundation» i el WTC 7. Les fotografies capturen la resposta de la gent a Nova York i a través dels Estats Units després de l'atac de l'11 de setembre de 2001. L'exposició va tenir lloc en la planta 45a, mentre l'espai romania lliure per a lloguer.
El març de 2007 el 60% de l'edifici ja havia estat llogat. El setembre de 2006, Moody's va firmar un contracte de lloguer de 15 plantes del WTC 7, per un període de 20 anys. Altres arrendataris del WTC 7, el maig de 2007, són ABN Amro, Ameriprise Financial Inc., Darby & Darby P.C., Mansueto Ventures LLC publicadors de negocis de Fast Company, la revista Inc., i l'Acadèmia de Ciències de Nova York.
L'espai ocupat per Mansueto Ventures ha estat dissenyat per usar la màxima quantitat de llum natural i té un disseny de planta lliure. L'espai usat per l'Acadèmia de les Ciències de Nova York en la 40a planta, dissenyat per H3 Hardy Collaboration Architecture, treballa amb la forma de paral·lelogram de l'edifici. Mantenint el disseny verd de la torre, el NYAS usa materials reciclats a molts mobles d'oficina, té zones dividides de calefacció i refredament, i llums que detecten el moviment, encenent-se automàticament només quan hi ha persones presents i ajustant-se d'acord amb la sortida del sol.